# لورين ماكينتوش
لورين ماكينتوش (بالإنجليزية: Lorraine McIntosh)‏ (و. 1964 – م) هي ممثلة، ومغنية من المملكة المتحدة.

## وصلات خارجية
- لورين ماكينتوش على موقع IMDb (الإنجليزية)
- لورين ماكينتوش على موقع ميوزك برينز (الإنجليزية)
- لورين ماكينتوش على موقع ديسكوغز (الإنجليزية)
- لورين ماكينتوش على موقع قاعدة بيانات الفيلم (الإنجليزية)

لورين ماكينتوش في قاعدة بيانات الأفلام على الإنترنت